# Batalha de Carenitis
A Batalha de Carenitis foi uma batalha da guerra civil travada entre Manuel Mamicônio, chefe (tanuter) da família Mamicônio, e o rei Varasdates (r. 374–378). Manuel reivindicou a posição de asparapetes (comandante-em-chefe), que ancestralmente foi transmitida entre os membros de sua família, e que Varasdates entregou a seu partidário Bátis Sarones ilegalmente ao assassinar o antigo titular Musel I. O rei recusou-se a acatar as exigências de Manuel e seus exércitos se encontraram no distrito de Carenitis, na Alta Armênia, onde as tropas leais ao rei foram derrotadas e Varasdates foi obrigado a fugir ao Império Romano.

## Contexto
Em 370/1, Musel I foi nomeado asparapetes (comandante-em-chefe) do exército do Reino da Armênia, em sucessão de seu pai Vasaces I, que em 368 foi torturado até a morte pelo xainxá Sapor II (r. 309–379). O ofício era hereditário entre os Mamicônios, e o mais importante depois do rei. Nos anos que se seguiram, Musel ativamente lutou pelo rei Papa (r. 370–374) contra os invasores iranianos do Império Sassânida e conseguiu estabilizar a situação do país. Em 374, a pedido do imperador Valente (r. 364–378), o general Trajano assassinou Papa e o substitui por Varasdates (r. 374–378), sobrinho de Ársaces II (r. 350–368). Musel tornou-se mentor do rei, mas foi falsamente implicado na morte de Papa e foi assassinato em 377/8 por Bátis Sarones a mando do rei num banquete. Vache II foi nomeado chefe dos Mamicônios e Bátis Sarones asparapetes.

## Batalha
Manuel Mamicônio era filho de Artaxias, provável irmão de Musel. No tempo que seu tio foi morto, Manuel e seu irmão Comes retornaram do Império Sassânida, onde permaneceram por vários anos como reféns. Com sua chegada, Vache lhe entregou a diadema concedida por Varasdates e voluntariamente abdicou de sua posição como chefe dos Mamicônios em detrimento de Manuel, que tinha preferência dada sua senioridade na linhagem. Além disso, sem o consentimento do rei, Manuel reivindicou a posição ancestral de asparapetes. Na sequência, Manuel e Varasdates enviaram cartas um ao outro nas quais acusaram-se mutuamente ao ponto de decidirem resolver suas diferenças no campo de batalha. Varasdates e Manuel determinaram que se enfrentariam na planície de Carenitis, na Alta Armênia, onde preparam-se em seus acampamentos.
Varasdates e Manuel armaram-se com lanças e investiram um contra o outro em combate solo. Manuel estava vestido com uma armadura de ferro alegadamente impenetrável que lhe cobria da cabeça aos pés e seu cavalo também trajava armadura. Varasdates ficou amedrontado com a visão, mas acreditou ter vantagem devido à inexperiência de Manuel em combate. Ele projetou sua lança em direção à boca de Manuel, que a agarrou, arrancou sua ponta e a arrastou através de sua bochecha. Manuel perderia muitos dentes em decorrência do ataque, mas foi capaz de arrancar a lança do rei. Varasdates se virou para fugir, mas Manuel o golpeou na cabeça com a haste da lança quatro vezes. Os filhos de Manuel, Maictes e Artaxias, cada um com sua lança na mão, correram para matar o rei, mas foram impedidos por Manuel que gritou: "Oh! Não sejam assassinos de seu senhor!". O contingente de Manuel avançou contra as tropas de Varasdates, que sofreram pesadas baixas. Muitos soldados ficaram feridos e mutilados e muitos nacarares (nobres) foram massacrados.
Enquanto o contingente de Manuel perseguia os fugitivos, um príncipe mamicônida chamado Amazaspiano I passou pelos cadáveres e encontrou seu parente Gareguim I ferido. Ao ser reconhecido, Gareguim pediu a Amazaspiano que lhe desse um cavalo para que ele fugisse do campo de batalha. Amazaspiano seguiu em frente, mas antes deu ordens aos portadores de escudos que estavam com ele para que protegessem o ferido. Certo Danune, gumapetes dos soldados portadores de escudo, ao vê-los protegendo-o perguntou-lhes quem era e responderam. Ele se enfureceu, desmontou, pegou sua espada e cortou Gareguim em pedaços. No meio tempo, os soldados levaram a Manuel todos os cúmplices do assassinato de Musel, inclusive Bátis Sarones e seu filho. Manuel ordenou que o filho de Bátis fosse degolado na sua frente antes de ordenar que ele e os demais fossem executados da mesma forma. Varasdates conseguiu escapar e refugiou-se no Império Romano, onde viveria até seus últimos dias.

## Rescaldo
Com sua vitória, Manuel foi reconhecido pelos nacarares e trouxe paz e estabilidade ao reino. Convocou Zarmanducte, viúva do rei Papa, que foi reconhecida como rainha e se autodeclarou regente dos dois filhos menores de idade dela, Ársaces III e Vologases III. Com o consentimento dela, decidiu enviar emissários ao Império Sassânida, pois temia represálias do Império Romano em decorrência da deposição do pró-romano Varasdates.